# Karol Dobiaš
Karol Dobiaš (né le 18 décembre 1947 à Handlová) est un footballeur slovaque, ensuite devenu entraîneur.
Capable d'occuper les postes de défenseur et de milieu défensif, Dobiaš remporte l'Euro 76 avec la Tchécoslovaquie. Il est élu meilleur joueur tchécoslovaque de l'année en 1970 et 1971.

## Carrière de joueur

### Clubs
- 1967-1977 : Spartak Trnava -  Tchécoslovaquie
- 1977-1980 : Bohemians Prague -  Tchécoslovaquie
- 1980-1983 : KSC Lokeren -  Belgique
- 1984 : KRC Gand-Zeehaven  Belgique

### Équipe nationale
- 67 sélections et 6 buts en équipe de Tchécoslovaquie entre 1967 et 1980[1]
- Vainqueur de l'Euro 76 avec la Tchécoslovaquie
- Participation au Mondial 1970 avec la Tchécoslovaquie

## Carrière d'entraîneur
- 1984-87 Bohemians Prague - jeunes -  Tchécoslovaquie
- 1988-89 FC Hradec Kralové -  Tchécoslovaquie
- 1990-93 1.FC Brno -  Tchécoslovaquie
- 1994-95 Sparta Prague -  Tchéquie (vainqueur du championnat tchèque)
- 1995-96 Sparta Krč -  Tchéquie